# Мікко Гірвонен
Мі́кко Гі́рвонен часто Хі́рвонен (фін. Mikko Hirvonen) (*31 липня 1980, Каннонкоскі, Фінляндія) — фінський ралійний гонщик.

## Перші кроки в автоспорті
Вперше М. Гірвонен стартував у змаганнях з ралі в 1998 році на власному двохлітровому передньоприводному Opel Kadett GSi в складі сімейного екіпажу - штурманом був його кузен. У 2000 році М. Гірвонен взяв участь у юніорському чемпіонаті Фінляндії з ралі, де виступаючі вже на власноруч переобладнаному до вимог групи N автомобілі Opel Astra посів сьоме місце. 
У 2001 році Мікко ефективно використав можливість виступати у чемпіонаті Фінляндії з ралі з одним з найдосвідченіших штурманів фінських чемпіонатів Йокіненом (Jokinen) і тільки аварія на останньому етапі чемпіонату не дала екіпажу змоги стати чемпіонами Фінляндії. Успішний виступ талановитого гонщика привернув увагу фахівців і наступних 12-ти місяців М. Гірвонен співпрацював з відомим фінським ралійним менеджером Тімо Йоухкі (Timo Jouhki), поставивши за мету участь у чемпіонаті світу з ралі. 
У 2002 році Мікко разом з новим штурманом М. Антілла взяв участь у 24-х ралі, а також здобув чемпіонський титул у класі F2 чемпіонату Фінляндії з ралі, виступаючи на Volkswagen Golf IV Kit Car.

## Виступи на чемпіонатах світу
В тому ж 2002 році М. Гірвонен вперше стартував на етапі чемпіонату світу з ралі — Ралі Фінляндії 2002, де посів 21 місце в абсолютному заліку, виступаючи на Renault Clio S1600. У двох інших виступах на чемпіонаті світу 2003 (Ралі Італії та Ралі Великої Британії) екіпаж вибував із змагань через технічні проблеми.
У 2003 році М. Гірвонен був запрошений третім пілотом на 14 гонок до заводської ралійної команди Форд, де виступав разом з М. Мартіном та Ф. Дювалем і виборов три перших очка в заліку чемпіонату світу, посівши залікове шосте місце на ралі Кіпру 2003 і 16-те місце в абсолюті за підсумками чемпіонату світу 2003.